# Rapanea crassifolia
Rapanea crassifolia là một loài thực vật có hoa trong họ Anh thảo. Loài này được (R. Br.) Mez miêu tả khoa học đầu tiên năm 1902.